# Burg Flamersheim

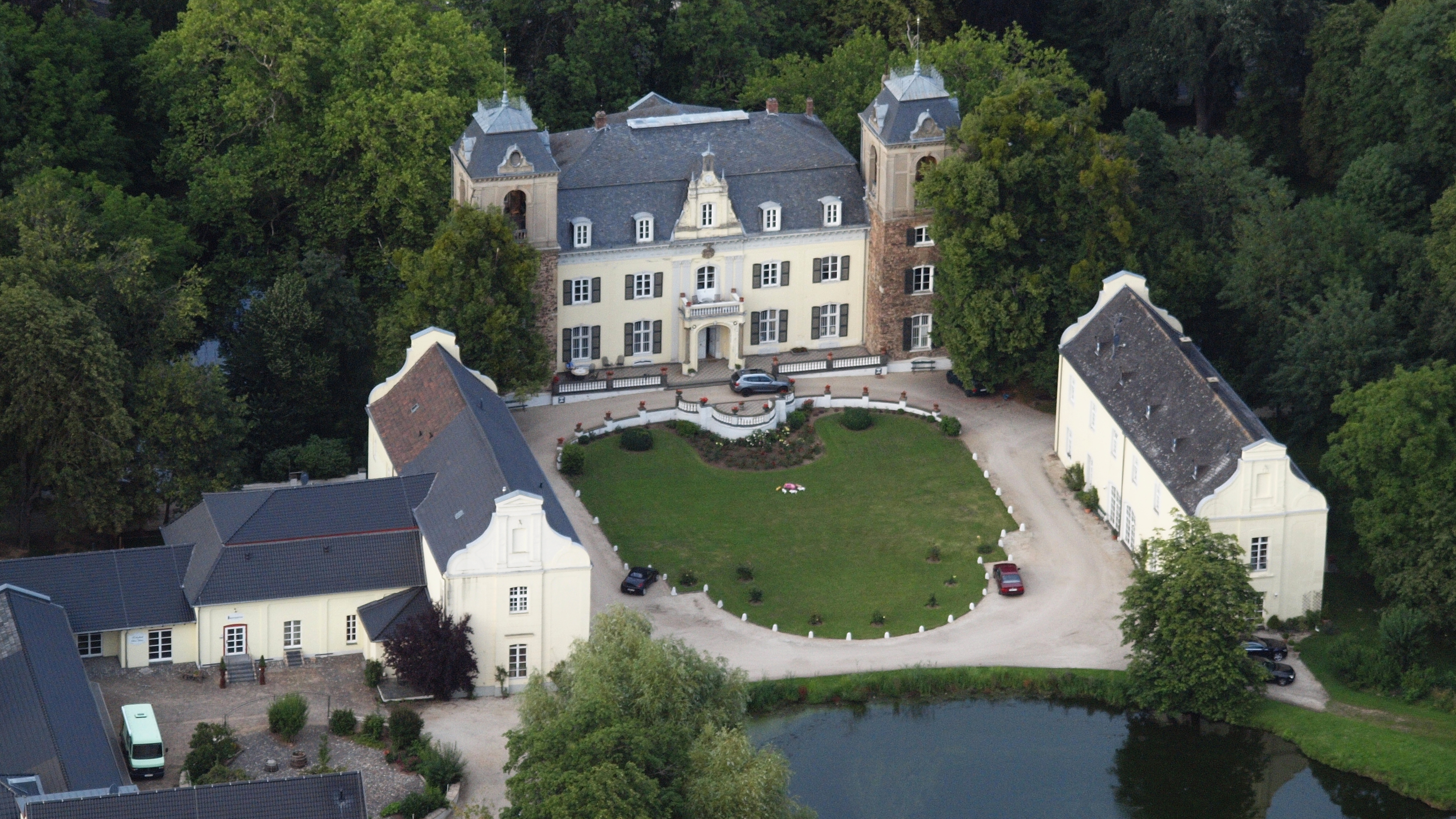
Burg Flamersheim, Luftaufnahme (2015)

Die Burg Flamersheim, auch Schloss Flamersheim genannt, ist eine Schlossanlage im Stadtteil Flamersheim der nordrhein-westfälischen Stadt Euskirchen. Sie ging aus einer mittelalterlichen Wasserburg am Flämmerbach hervor und war ein Jülicher Lehen.
Wohl im 15. Jahrhundert wurde diese Anlage ein erstes Mal umgebaut. Im 17. Jahrhundert zu einem Schloss verändert, folgten im letzten Viertel des 18. Jahrhunderts weitere Umbauten im Stil des Barocks. Nachdem die Fabrikantenfamilie von Bemberg das Anwesen gekauft hatte, ließ sie es noch einmal im Stil des Neobarocks verändern und gab ihm damit sein heutiges Aussehen. Die Familie ist auch heute noch Eigentümerin und bewohnt die Anlage gemeinsam mit einigen Mietern. Das Schloss ist seit 1982 zusammen mit dem kleinen Schlosspark als Baudenkmal geschützt. Eine Besichtigung ist nicht möglich.

## Geschichte

### Anfänge
Schon die Chronik des Prümer Abts Reginor berichtet für das Jahr 870 von einer regia villa nomine Flameresheim, einem Königsgut in Flamersheim. Es ist jedoch nicht sicher, dass dies eine Vorgängeranlage des heutigen Schlosses war. Der Besitz kam an die Pfalzgrafen, die ihn um die Mitte des 11. Jahrhunderts an das Kölner Stift St. Maria ad Gradus übertrugen. Die Kirche ließ den Fronhof durch adlige Vögte verwalten, die zur Sicherung des Gutes eine erste Burg errichteten.
Die wehrhafte Anlage wurde erstmals in einer Urkunde vom 1. Juni 1358 erwähnt. An jenem Tag bestätigte Emelrich von Ringsheim den Status seines Hauses Flamersheim mit Vorburg und Befestigungen (huys Vlaemersheim mit deme vurburge ind vestenen) als Offenhaus des Jülicher Herzogs. Zu jener Zeit war Flamersheim also bereits eine zweiteilige Anlage, bestehend aus Vor- und Kernburg, was ihr bis in das 18. Jahrhundert die Landtagsfähigkeit sicherte.

### Frühe Neuzeit: Wechselnde Besitzer

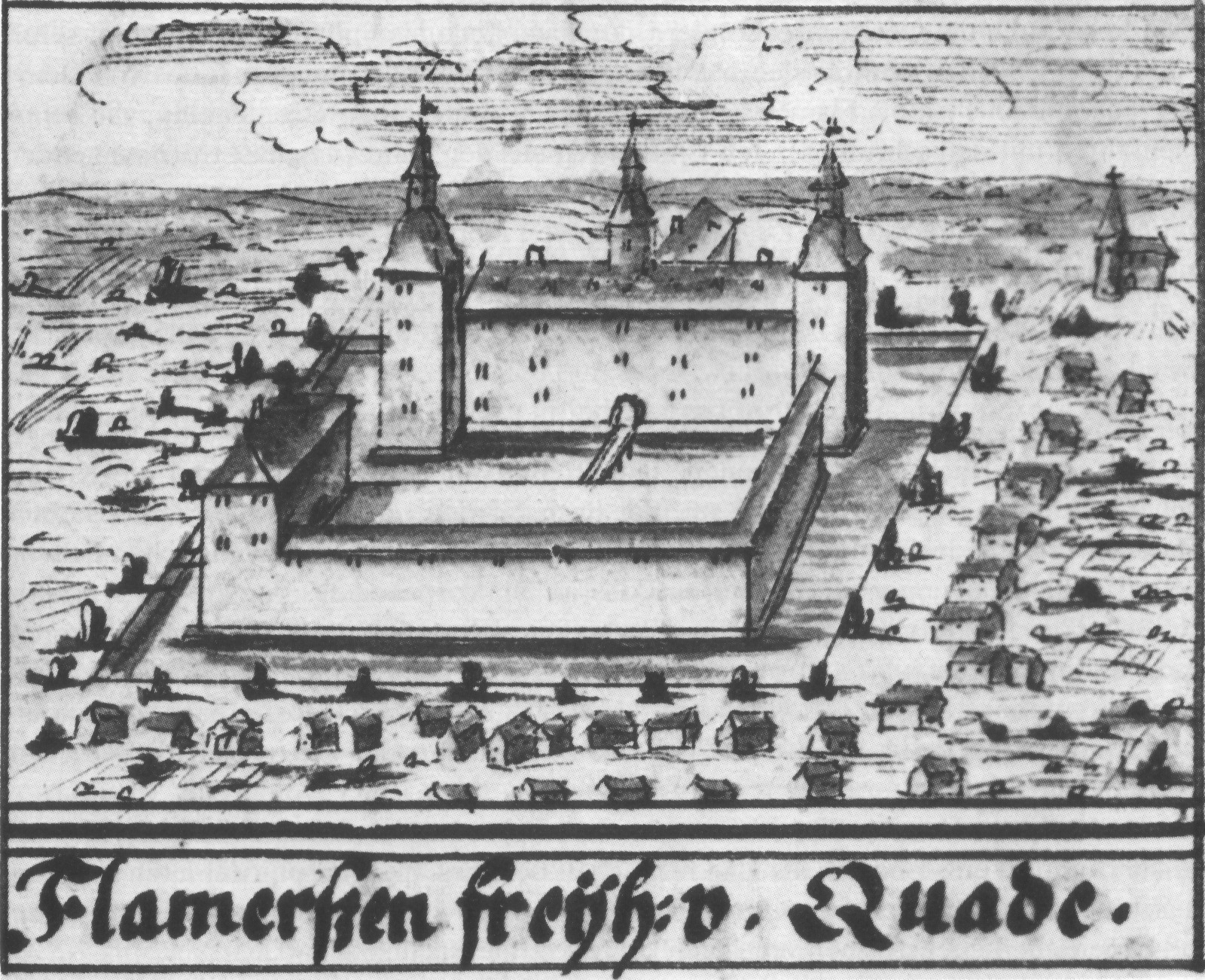
Abbildung der Burg Flamersheim im Codex Welser, ca. 1723

Ab 1429 gehörte die Burg als Jülicher Lehen der Familie Krümmel von Eynatten, von der sie Anfang des 16. Jahrhunderts an die von Palant überging, als Sophie von Krümmel Gerhard von Palant heiratete. Im Jahr 1564 gelangte Burg Flamersheim durch Heirat der Sophia von Palant an die Familie Quadt von Landskron, die bis in das 18. Jahrhundert Besitzerin blieb. Dietrich von Quadt ließ das mittelalterliche Burghaus 1713 zu einem wohnlicheren und repräsentativen Barockschloss umgestalten. Eine – wenngleich sehr ungenaue – Abbildung im Codex Welser zeigt es als zweiteilige, wasserumwehrte Anlage.
Dietrichs Nachfahrin und Erbtochter der Familie, Josina Christina von Quadt, heiratete 1746 Johann Otto Ferdinand von Dalwigk zu Lichtenfels, sodass die Anlage nach Aussterben der Quadt im Mannesstamm 1776 an die von Dalwigk fiel. Josinas und Johanns Sohn Friedrich Wilhelm baute das Schloss im letzten Viertel des 18. Jahrhunderts gemeinsam mit seiner Frau Wilhelmine Frederike Charlotte von Calcum genannt Lohausen zu einem repräsentativen Landsitz im Stil des Spätbarocks um. Davon zeugt das Allianzwappen des Paares am schmiedeeisernen Gitter der gartenseitigen Terrasse. Bei den Arbeiten erhielt das Gebäude Stichbogenfenster, einen einachsigen Mittelrisalit mit Dreiecksgiebel, Eckpilaster und eine Terrasse mit Freitreppe. Zudem wurde der Wassergraben zwischen Herrenhaus und Vorburg verfüllt. Der Architekt des Umbaus könnte Johann Georg Leydel gewesen sein, der von 1768 bis 1772 das Schloss Miel in sehr ähnlichen Formen schuf.
Die Erbtochter Eberhardine Franziska heiratete 1796 den Freiherrn Ernst von Vincke und brachte den Besitz an ihren Mann, der auch die rund 20 Kilometer entfernte Burg Odenhausen erwarb. Das Paar nutzte Flamersheim zumindest zeitweise als Wohnsitz. Sein einziges Kind, die Tochter Charlotte, verkaufte das Schloss an den Immobilienspekulanten Franz Georg Weckbecker, dem auch die im Familienbesitz befindliche Burg Ringsheim und die Burg Langendorf gehörten. Im Gegensatz zu Langendorf ließ er Ringsheim und Flamersheim aber ungeteilt und verkaufte sie an die Brüder Kaufmann aus Köln.

### Seit dem 19. Jahrhundert: Familie von Bemberg

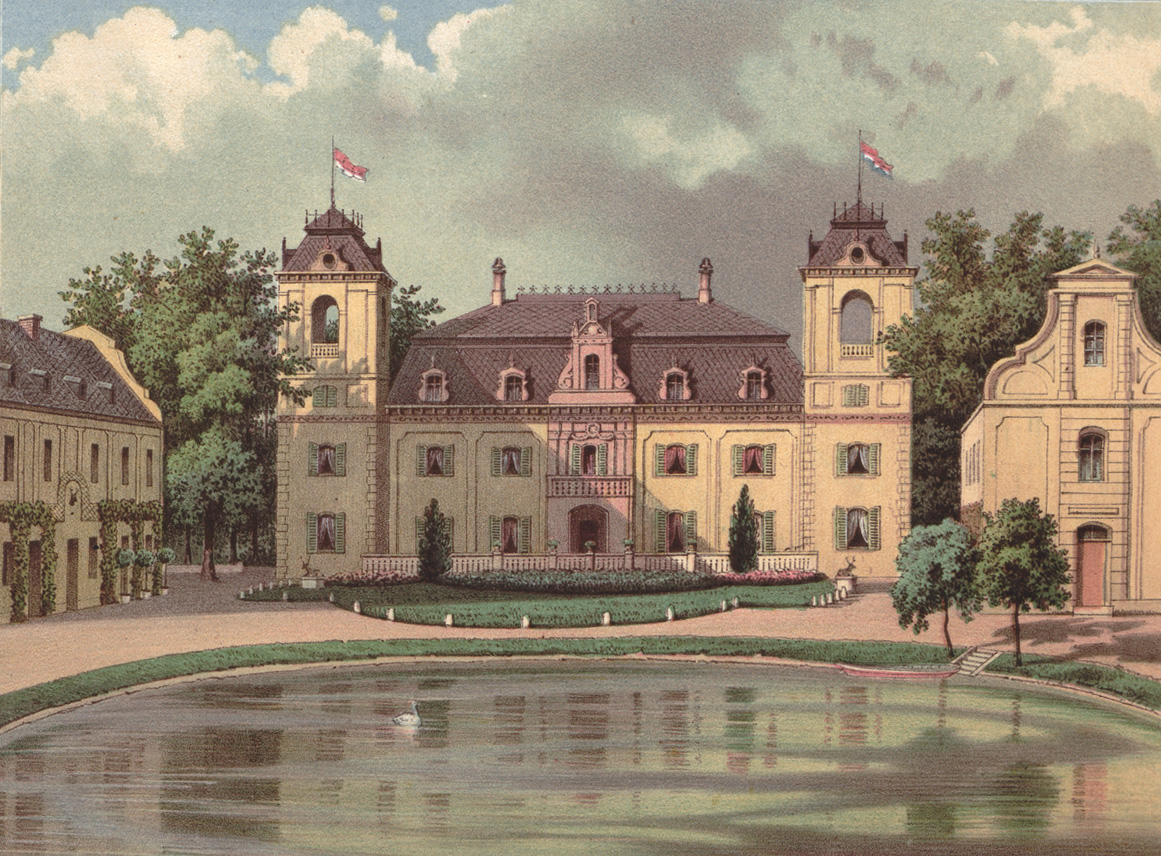
Burg Flamersheim auf einer Lithografie, um 1860

Die beiden Kölner verkauften die Anlage 1861 an Caroline Bemberg geb. Wülfing, die Witwe des Elberfelder Fabrikanten Julius August Bemberg. Sie baute das Schloss bis 1863 im Stil des Neobarocks grundlegend um. Aus dem einst klar gegliederten, einfachen Herrenhaus mit hohem Walmdach und geschweiften Hauben auf den Ecktürmen wurde ein viktorianisch anmutendes, reich gegliedertes Gebäude mit Mansarddach, Pilaster, Portikus und offenen Turmobergeschossen. Um vom Haupthaus eine Fernsicht genießen zu können, ließen die neuen Eigentümer den Südost-Flügel der Vorburg abreißen. Linas 1884 in den erblichen preußischen Adelsstand erhobener Sohn Julius erbte beide Güter und legte in Flamersheim den Grundstein für den heutigen Schlosspark, indem er ein Boskett anlegen ließ. Auch die heutige Gestaltung des Schlossvorplatzes und die Verbreiterung eines Teils des Wassergrabens zu einem Teich geht auf ihn zurück.
1903 übernahm Juliusʼ Sohn Robert den Besitz. Zu seiner Zeit als Schlossherr entstand 1923 ein eingeschossiger Küchentrakt als Anbau an der Nordostecke des Herrenhauses, und während des Zweiten Weltkriegs wurde die Vorburg beschädigt. Nach Roberts Tod trat sein Sohn Jürgen von Bemberg-Flamersheim die Nachfolge an. Er nahm diverse Instandsetzungsarbeiten an der Anlage vor, so zum Beispiel die Restaurierung des Ostturms inklusive Erneuerung seines Schieferdachs und die Renovierung einer Scheune samt ihrer Dacheindeckung. Nach Jürgen von Bemberg-Flamersheim folgte 1988 sein Sohn Robert. Er ließ das Herrenhaus für sich und seine Familie herrichten. Dabei wurde unter anderem die Haustechnik zeitgemäß erneuert. 1991 folgte die Sicherung und Instandsetzung des Westturms und die Renovierung der Herrenhausfassade. Ab 1993 ließ die Eigentümerfamilie zudem die beiden Gebäude, die den Schlossvorplatz flankieren, zu Wohnungen umbauen. Diese ehemaligen Rinder- und Pferdeställe hatten zuvor lange ungenutzt leer gestanden. Bei den Umbauten wurden auch die Kriegsschäden vollständig behoben, die zuvor nur notdürftig repariert worden waren.
1998/1999 erfolgte die Modernisierung und Instandsetzung des ehemaligen Pächterhauses und bis 2003 schließlich die Erneuerung des Fachwerks am Pförtnerhaus, dessen Dach 1979 durch ein Feuer beschädigt worden war. Noch heute dient Schloss Flamersheim der Familie von Bemberg-Flamersheim als Wohnsitz. Das erste Obergeschoss des Herrenhauses ist vermietet. Die zum Besitz gehörende Landwirtschaft ist mittlerweile ausgelagert. Die dadurch frei gewordenen Gebäude an der Hauptzufahrt werden heute durch eine Gastronomie genutzt.

## Beschreibung

### Schlosspark
Die Schlossanlage liegt im Ortszentrum neben der Kirche Flamersheims. Zu ihr gehört ein kleiner Schlosspark in Form eines romantischen Landschaftsparks mit exotischem Baumbestand, der sich nördlich, östlich und südöstlich der Schlossgebäude erstreckt. Seine weitläufigen Graben- und Teichanlagen zeugen davon, dass die Wurzeln des Schlosses in einer mittelalterlichen Wasserburg liegen. Der Park ist von einer hohen Mauer mit schmiedeeisernen Toren umgeben. An seiner Nordseite finden sich die Reste eines geometrisch angelegten Gartens mit Taxushecken und riesigen Spalierbäumen.

### Neben- und Wirtschaftsgebäude
Die heutige Hauptzufahrt läuft von Südwesten auf das Herrenhaus zu. Dabei führt sie am ehemaligen Gutshof aus dem 18. Jahrhundert vorbei, um auf dem Schlossvorplatz südlich des Herrenhauses zu enden. Der Platz ist von zwei zweigeschossigen Gebäuden flankiert, die früher als Ställe und Remisen genutzt wurden. Der westliche Bau ist durch Maueranker auf das Jahr 1704 datiert. Wie sein östliches Pendant besitzt er stichbogige Tür- und Fensteröffnungen aus dem 19. Jahrhundert, als diese Reste der einstigen Vorburg auch mit barockisierenden Stuckgliederungen überformt wurden und hohe Blendgiebel ähnlich dem Herrenhaus erhielten. Der heutige Zustand der ehemaligen Wirtschafts- und Nebengebäude resultiert aus Umbauten und Instandsetzungen in den 1990er und 2000er Jahren.

### Herrenhaus

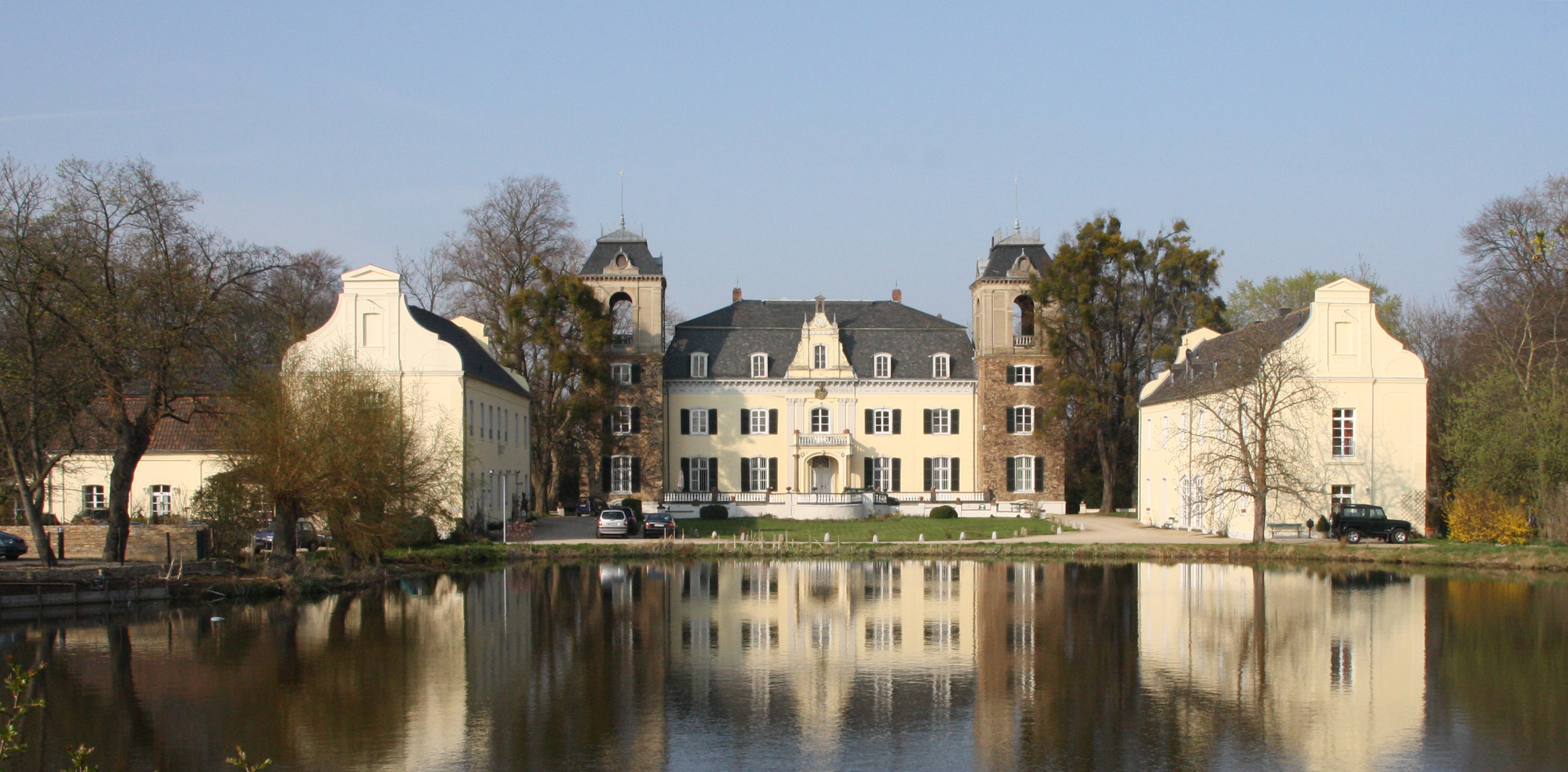
Herrenhaus und Flankierungsbauten, Ansicht von Süden

Das Herrenhaus ist ein querrechteckiger Bruchsteinbau mit zwei Geschossen und Mansarddach. Das kräftige Traufgesims ruht über einem Rankenfries auf gusseisernen Konsolen. Der Putzbau besitzt an der Südseite fünf Achsen, von der die mittlere durch einen Risalit, bekrönende Zwerchgiebel und rahmende Pilasterpaare mit Fugenschnitt besonders betont ist. Der in der Mittelachse liegenden Eingangstür ist ein Portikus vorgebaut, der einen Balkon trägt. Die Fassade wird von zwei weit vortretenden, quadratischen Ecktürmen mit vier Geschossen flankiert. Ihr oberstes Geschoss, das erst im 18. Jahrhundert hinzukam und seinerzeit barocke Turmhauben ersetzte, besitzt keine Fenster, sondern zwischen Pilastern große Rundbogenöffnungen. Beide Türme sind von Mansarddächern abgeschlossen. Im Ostturm ist der Rest einer Schießscharte erhalten, die gemeinsam mit dem Gewände eines spätgotischen Querstockfensters an der Ostwand des Herrenhauses davon zeugt, dass das Gebäude im Kern noch spätmittelalterliche Bausubstanz aufweist. Die Nordfassade besitzt einen dreiachsigen Mittelrisalit und eine vorgelagerte Terrasse, die vom Schlosspark über eine zweiläufige Treppe zu erreichen ist. Am Terrassengeländer findet sich das Wappen der Familien von Dalwigk und von Calcum. An der Ostseite ist dem Gebäude ein runder Treppenturm aus dem 18. Jahrhundert vorgelagert.
Im Inneren des Herrenhauses ist ein Großteil der spätbarocken Raumgestaltung erhalten, darunter die Stuckdecken einiger Räume, das Vestibül sowie das Treppenhaus mit seiner zweiläufigen Treppe und die Ausstattung im Festsaal des Hauses. Kunsthistorisch besonders wertvoll sind die aus dem letzten Viertel des 18. Jahrhunderts stammenden Wandtäfelungen in den Erdgeschosszimmern der Ecktürme. Ihre Felder sind mit Stuckreliefs verziert, die Musikinstrumente, Jagdutensilien und Wild zeigen.